# Maison au 19, rue du Rempart à Ensisheim
La maison au 19, rue du Rempart est un monument historique situé à Ensisheim, dans le département français du Haut-Rhin.

## Localisation
Ce bâtiment est situé au 19, rue du Rempart à Ensisheim.

## Historique
Le maison date de la seconde moitié du XVIe siècle. Elle est caractéristique du style Renaissance, ioniques et surmontée par un fronton. D'après une tradition orale, Henri de La Tour d'Auvergne (vicomte de Turenne), Maréchal général des camps et des armées de Louis XIV, aurait résidé ici lors de sa venue à Ensisheim en 1674. Ce passage à Ensisheim correspondrait avec une des campagnes de Turenne (1674-1675), juste avant sa mort au champ de bataille en 1675.
L'édifice fait l'objet d'une inscription au titre des monuments historiques depuis 1935.